# Cuencas del Rumblar, Guadalén y Guadalmena
Cuencas del Rumblar, Guadalén y Guadalmena este o arie protejată (arie specială de conservare — SAC, sit de importanță comunitară — SCI) din Spania întinsă pe o suprafață de 179.083,67 ha, integral pe uscat.

## Localizare
Centrul sitului Cuencas del Rumblar, Guadalén y Guadalmena este situat la coordonatele 38°20′05″N 3°25′07″W / 38.3348°N 3.4185°V.

## Înființare
Situl Cuencas del Rumblar, Guadalén y Guadalmena a fost declarat sit de importanță comunitară în decembrie 1997 pentru a proteja 3 specii de plante și 56 de specii de animale. Situl a fost protejat și ca arie specială de conservare în aprilie 2015.

## Biodiversitate
Situată în ecoregiunea mediteraneană, aria protejată conține 25 de habitate naturale: Dehesas cu Quercus spp. perene, Păduri de stejar galițio-portugheze cu Quercus robur și Quercus pyrenaica, Păduri de Quercus ilex și Quercus rotundifolia, Păduri aluvionare cu Alnus glutinosa și Fraxinus excelsior (Alno-Padion, Alnion incanae, Salicion albae), Păduri iberice de Quercus faginea și Quercus canariensis, Pajiști alpine și subalpine calcaroase, Iazuri temporare mediteraneene, Formațiuni stabile xerotermofile de Buxus sempervirens pe pante stâncoase (Berberidion p.p.), Păduri de Quercus suber, Matorral arborescenți cu Juniperus spp., Galerii de Salix alba și de Populus alba, Păduri de Olea și Ceratonia, Galerii și tufărișuri riverane sudice (Nerio-Tamaricetea și Securinegion tinctoriae), Cursuri de apă de la nivel de câmpie la nivel montan, cu vegetație Ranunculion fluitantis și Callitricho-Batrachion, Tufărișuri termo-mediteraneene și de pre-deșert, Pajiști uscate europene, Fânețe de joasă altitudine (Alopecurus pratensis, Sanguisorba officinalis), Pajiști umede mediteraneene cu ierburi înalte de Molinio-Holoschoenion, Roci stâncoase cu vegetație pionieră de Sedo-Scleranthion sau Sedo albi-Veronicion dillenii, Pante stâncoase silicioase cu vegetație casmofită, Păduri de pin mediteraneene cu pini mezogeni endemici, Pante stâncoase calcaroase cu vegetație casmofită, Lande oro-mediteraneene cu formațiuni endemice de grozamă, Pseudostepă cu ierburi și specii anuale de Thero-Brachypodietea, Păduri termofile cu Fraxinus angustifolia.
La baza desemnării sitului se află mai multe specii protejate:
- plante (3): Centaurea citricolor, Narcissus fernandesii, Silene mariana
- păsări (36): uliu porumbar (Accipiter gentilis), vulturul negru (Aegypius monachus), rață pitică (Anas crecca), rață mare (Anas platyrhynchos), Apus caffer, Aquila adalberti, acvilă de munte (Aquila chrysaetos), Aquila fasciata, stârc cenușiu (Ardea cinerea), rață-cu-cap-castaniu (Aythya ferina), șorecarul comun (Buteo buteo), Certhia brachydactyla, barză neagră (Ciconia nigra), erete de stuf (Circus aeruginosus), erete cenușiu (Circus pygargus), egretă mică (Egretta garzetta), Falco naumanni, șoim călător (Falco peregrinus), cinteză (Fringilla coelebs), găinușă de baltă (Gallinula chloropus), vulturul pleșuv sur (Gyps fulvus), capîntortură (Jynx torquilla), pescăruș negricios (Larus fuscus), Larus genei, Larus michahellis, pescăruș râzător (Larus ridibundus), vultur egiptean (Neophron percnopterus), Oenanthe leucura, ciuf-pitic (Otus scops), cormoran mare (Phalacrocorax carbo carbo), corcodel mare (Podiceps cristatus), Pterocles orientalis, Pyrrhocorax pyrrhocorax, mărăcinar negru (Saxicola torquatus), corcodel mic (Tachybaptus ruficollis), pănțărușul (Troglodytes troglodytes)
- amfibieni (1): Discoglossus galganoi
- mamifere (11): lupul (Canis lupus), vidră de râu (Lutra lutra), râs iberic (Lynx pardinus), Microtus cabrerae, liliac cu aripi lungi (Miniopterus schreibersii), liliac cu urechi de șoarece (Myotis blythii), liliac cărămiziu (Myotis emarginatus), liliac comun (Myotis myotis), liliacul mediteranean cu potcoavă (Rhinolophus euryale), liliacul mare cu potcoavă (Rhinolophus ferrumequinum), liliacul mic cu potcoavă (Rhinolophus hipposideros)
- nevertebrate (1): Apteromantis aptera
- pești (4): Cobitis paludica, Pseudochondrostoma willkommii, Squalius alburnoides, Squalius palaciosi
- reptile (3): țestoasa de baltă (Emys orbicularis), Lacerta schreiberi, Mauremys leprosa

Pe lângă speciile protejate, pe teritoriul sitului au mai fost identificate 30 de specii de plante, 19 specii de păsări, 11 specii de mamifere.